# Levi Dexter
Pour les articles homonymes, voir Dexter.
Levi Dexter est un chanteur de rock 'n' roll et de rockabilly, né le 28 janvier 1957 à Londres. Il fait partie de la génération néo-rockabilly des années 1970 qui a déferlé sur l'Europe à cette époque. Il réside actuellement aux États-Unis où il continue de se produire ainsi qu'en Europe et au Japon.

## Carrière
Levi Dexter a commencé sa carrière avec la formation des Rockats en 1977. Il se rend en 1978 à Los Angeles et participera à de nombreux spectacles à travers les États-Unis dont le mythique Whiskey-a-gogo, ainsi qu'à Hollywood, Texas, Louisiane et New York. Il a eu les honneurs du Merv Griffin Show et du Midnight Special du célèbre disc-jockey Wolfman Jack fin 1979. Sa formation a changé plusieurs fois de nom: dans les années 1980 il est connu sous la formation de Levi Dexter & The Rip-Chords. Il a travaillé avec le légendaire producteur Richard Gottehrer. Il s'est produit aussi sous le nom de Levi Dexter & The Magic.

## Discographie
Il a produit de nombreux albums sous les labels suivants (non exhaustif) :
- Mistral Records  1980
- Fresh Records (Angleterre) 1981
- Anagram Records, 1987